# Damietta (muhafaza)

Lokalizacja muhafazy

Flaga muhafazy

Damietta (arab. دمياط) – prowincja gubernatorska (muhafaza) w północnej części Egiptu, nad Morzem Śródziemnym. Zajmuje powierzchnię 910,26 km². Stolicą administracyjną jest Damietta.
Według spisu powszechnego w listopadzie 2006 roku populacja muhafazy liczyła 1 097 339 mieszkańców, natomiast według szacunków 1 stycznia 2015 roku zamieszkiwały ją 1 330 843 osoby.